# Jelena Nikolajeva
Jelena Nikolajeva (russisk: Еле́на Владисла́вовна Никола́ева) (født 13. september 1955 i Krasnojarsk i Sovjetunionen) er en russisk filminstruktør.

## Filmografi
- Popsa (Попса, 2005)[1][2]
- Vanetjka (Ванечка, 2007)